# Franziskus Wendels
Franziskus Wendels (* 4. Dezember 1960 in Daun, Eifel) ist ein deutscher Künstler. Er lebt und arbeitet in Köln und Daun.

## Leben
Nach einer Bäckerlehre im Betrieb seiner Eltern und dem Abitur beginnt Franziskus Wendels 1982 ein Studium in Bildender Kunst und Katholischer Theologie an der Johannes Gutenberg-Universität in Mainz. 1986 verbringt er ein Jahr in Montpellier, wo er an der École des Beaux-Arts bei Dominique Gauthier studiert. Er beendet 1990 das Studium in Bildender Kunst und Katholischer Theologie und lebt von 1990 bis 1997 in Berlin, wo er an der Freien Universität Philosophie und Kunstgeschichte studiert. Dieses Studium schließt er 1997 mit einer Magisterarbeit über Nelson Goodman ab. Nach einem Stipendium in der Villa Concordia in Bamberg und einem Gastaufenthalt in der Villa Romana in Florenz zieht Franziskus Wendels 2001 nach Köln, wo er seither lebt und arbeitet. Er wird von Galerien in Deutschland und Frankreich vertreten.

## Werk
Seit 1990 entwickelt Franziskus Wendels seine Malerei in der Auseinandersetzung mit dem Thema Stadt. Die anfangs sehr expressiven, stark farbigen Bilder zeigen Motive von öffentlichen Plätzen, Bahnhöfen und Flughäfen, die häufig von einem erhöhten Standpunkt aus wiedergegeben werden. Charakteristisch für seine Malerei ist, dass fast alle Bilder nächtliche Szenen darstellen. Ende der 90er Jahre wandelt sich die Malerei von Franziskus Wendels weg von dem pastosen, expressiven Stil zu einem zurückgenommen Farbauftrag und einer monochromen Farbpalette. Gleichzeitig werden die Bildmotive abstrakter und zeigen teilweise nur Ausschnitte von erleuchteten Landschaften oder Hausfassaden. Das Thema „Licht“ tritt in den Vordergrund. Franziskus Wendels untersucht in seinen Bildern einen Grenzbereich zwischen Figuration und Abstraktion, zwischen Fläche und Raum. Seine Arbeiten zeichnen sich durch eine Unschärfe und Mehrdeutigkeit aus. Neben der Malerei arbeitet Franziskus Wendels mit Videos und Licht-Installationen.

## Preise, Stipendien
- 2014: Kaiser-Lothar-Preis der Europäischen Vereinigung Bildender Künstler aus Eifel und Ardennen
- 2001: Aufenthalt Villa Romana / Florenz
- 2001: Stipendium Schloss Wiepersdorf
- 2000: Kunstpreis der Sport Toto GmbH Rheinland-Pfalz
- 1998/99: Arbeitsstipendium des Internationalen Künstlerhauses Villa Concordia, Bamberg
- 1994: Deutscher Kunstpreis der Volks- und Raiffeisenbanken,
- 1992: Arbeitsstipendium „European Artist in Residence“, Belfast
- 1991: Arbeitsstipendium des Berliner Senates
- 1990: Emy-Roeder-Preis
- 1987: Lincoln Stipendium des Landes Rheinland-Pfalz
- 1984: Salzburgstipendium der Stadt Mainz, Studium bei Wolf Vostell

## Öffentliche Sammlungen
- Museum Ludwig, Koblenz
- Landesmuseum Mainz
- Ulster Museum, Belfast
- Museum Gelsenkirchen
- Musée d’histoire contemporaine, Nanterre
- Stadtmuseum Köln
- Auswärtiges Amt der Bundesrepublik Deutschland
- Osthaus Museum Hagen